# Марцали
Марцали (мађ. Marcali) је град у Мађарској. Марцали је један од важнијих градова у оквиру жупаније Шомођ.
Марцали је имао 11.838 становника према подацима из 2009. године.

## Географија
Град Марцали се налази у југозападном делу Мађарске. Од престонице Будимпеште град је удаљен око 180 km југозападно. Град се налази у западном делу Панонске низије, близу језера Балатон - 15 km северно од града. Надморска висина града је око 130 метара.

## Становништво
По процени из 2017. у граду је живело 11.216 становника.
| 1990.  | 2001.  | 2011.  | 2017.  |
| ------ | ------ | ------ | ------ |
| 12.808 | 12.533 | 11.736 | 11.216 |

## Галерија
- Градско средиште Марцалија